# 藤原行経
藤原 行経（ふじわら の ゆきつね）は、平安時代中期の公卿・能書家。藤原北家世尊寺流、権大納言・藤原行成の三男。官位は従二位・参議。和様書道の流派世尊寺流二代目。

## 経歴
後一条朝の治安3年（1023年）従五位下に叙爵し、侍従に任官する。治安4年（1024年）右兵衛権佐を経て、万寿2年（1025年）右近衛少将に任ぜられると、長元6年（1033年）左近衛少将と近衛少将を務める傍らで、万寿3年（1026年）従五位上、万寿4年（1027年）正五位下、長元2年（1029年）従四位下、長元7年（1034年）従四位上、長元9年（1036年）正四位下と順調に昇進する。
後朱雀朝に入ると、長暦2年（1038年）右近衛権中将に昇進して引き続き近衛次将を務める傍ら、長暦3年（1039年）春宮権亮を兼ねて春宮・親仁親王にも仕える。長久3年（1042年）左近衛中将を経て、長久4年（1043年）蔵人頭に補される。
寛徳2年（1045年）正月に親仁親王が即位（後冷泉天皇）するが、これまで春宮権亮を務めていたことから蔵人頭に留任し、同年10月には参議に任ぜられて公卿に列した。議政官としてはしばらく備後権守のみを兼帯するが、寛徳3年（1046年）春宮権亮の功労により従三位、永承4年（1049年）春日行幸行事賞により正三位と引き続き順調に昇進する。永承5年（1050年） 2月に兵部卿を兼ね、10月には上東門院行幸の院司賞により従二位に至るが、閏10月14日に薨去。享年39。

## 真跡とされるもの
- 高野切　※この切の第一種は彼の真筆であるとされる説もある。
- 詩歌切
- 朗詠集切

など

## 官歴
『公卿補任』による。
- 治安3年（1023年） 正月7日：従五位下。2月12日：侍従
- 治安4年（1024年） 正月：右兵衛権佐
- 万寿2年（1025年） 正月27日：右近衛少将。9月：服解。日付不詳：復任
- 万寿3年（1026年） 正月5日：従五位上。2月7日：兼丹波権介
- 万寿4年（1027年） 正月5日：正五位下（中宮御給）
- 万寿5年（1028年） 2月22日：五位蔵人
- 長元2年（1029年） 正月6日：従四位下
- 長元3年（1030年） 正月26日：止丹波権介[1]
- 長元5年（1032年） 2月8日：兼播磨権介[1]
- 長元6年（1033年） 正月29日：左近衛少将
- 長元7年（1034年） 正月6日：従四位上（少将労）
- 長元9年（1036年） 正月6日：正四位下（上東門院御給）。正月29日：止播磨権介[1]
- 長暦元年（1037年） 4月27日：兼播磨権守
- 長暦2年（1038年） 6月27日：右近衛権中将[1]
- 長暦3年（1039年） 閏12月20日：兼春宮権亮（春宮・親仁親王）[2]
- 長久2年（1041年） 正月25日：兼備中権守
- 長久3年（1042年） 正月29日：左近衛中将
- 長久4年（1043年） 9月19日：蔵人頭
- 寛徳2年（1045年） 正月16日：蔵人頭（践祚、先坊権亮）。4月24日?：止備中権守[1]。10月23日：参議、止中将
- 寛徳3年（1046年） 正月28日：兼備後権守。2月11日：従三位（前坊亮）
- 永承2年（1047年） 正月28日：兼備後権守
- 永承4年（1049年） 12月29日：正三位（春日行幸行事賞）
- 永承5年（1050年） 2月6日：兼兵部卿。10月13日：従二位（行幸上東門院、院司賞）。閏10月14日：薨去

## 系譜
- 父：藤原行成
- 母：源泰清の娘
- 妻：源貞亮の娘
  - 男子：藤原伊房（1030-1096）
  - 男子：藤原師行
- 生母不詳の子女
  - 男子：藤原資宗
  - 男子：行豪
  - 男子：禅円
  - 男子：行教